# اندی رز
اندی رز (انگلیسی: Andy Rose؛ زادهٔ ۱۳ فوریهٔ ۱۹۹۰) بازیکن فوتبال اهل استرالیا است.
از باشگاه‌هایی که در آن بازی کرده‌است می‌توان به باشگاه فوتبال کاونتری سیتی و باشگاه فوتبال سیاتل ساندرز اشاره کرد.